# Šipan

Wapen van Šipan

Šipan is een Kroatisch eiland, een van de Elafieten, een eilandengroep voor de kust van Dubrovnik. Šipan is het grootste eiland en ligt 17 kilometer ten noordwesten van die stad. Ertussen loopt een zeestraat, het Kanaal van Koločep.

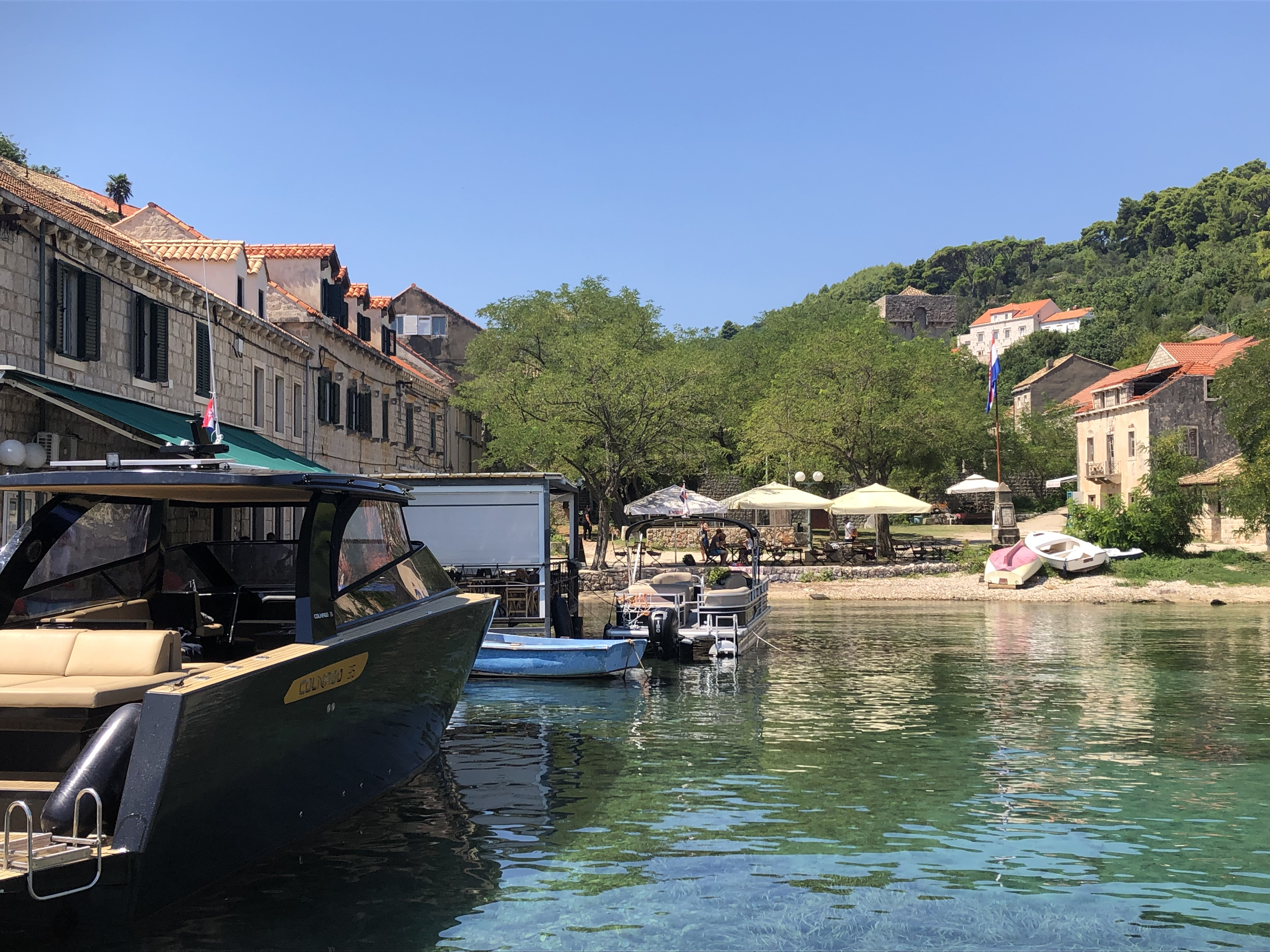
Suđurađ

Šipan heeft een oppervlakte van 16,5 vierkante kilometer, een lengte van 9,1 en een breedte van 2,6 kilometer. Het hoogste punt is de Velji Vrh (243 m) aan de noordoostkant. Aan de zuidoostkant worden olijven, vijgen, druiven, johannesbroodbomen, amandelen en citrusvruchten zoals sinaasappels geteeld.
Er wonen ongeveer 500 mensen op Šipan, waarmee het de meeste inwoners van de Elafieten heeft. Langs de zuidwestkust ligt tussen kalkstenen ruggen een langgerekte vallei, met aan de einden de havenplaatsen Šipanska Luka en Suđurađ. Deze liggen in diepe baaien, beschut tegen de wind. Ze zijn verbonden door een autoweg van vijf kilometer, die door het vlakke landschap van de vallei loopt, te midden van een groot areaal boom- en wijngaarden.